# Manuela Friz
Manuela Friz (Agordo, 16 agosto 1978) è un'allenatrice di hockey su ghiaccio ed ex hockeista su ghiaccio italiana.
Considerata una delle giocatrici simbolo e una pioniera della disciplina in Italia, con la maglia dell'Agordo ha vinto sette scudetti, mentre con quella dell'Italia ha giocato nove edizioni del campionato mondiale oltre ai giochi olimpici invernali di Torino 2006.